# بهترین دوست من (فیلم ۲۰۰۱)
بهترین دوست من (یونانی: Ο καλύτερος μου φίλος) یک فیلم در ژانر کمدی به کارگردانی یورگوس لانتیموس است که در سال ۲۰۰۱ منتشر شد. این فیلم یک کمدی سوررئالیستی درباره دروغ، دوستی، عشق و بی نظمی است.